# Serra de Mont-ros
La Serra de Mont-ros és una serra situada al municipi de Sant Joan les Fonts a la comarca de la Garrotxa, amb una elevació màxima de 733 metres.